# Дента
Дента (рум. Denta) — село у повіті Тіміш у Румунії. Входить до складу комуни Дента.
Село розташоване на відстані 395 км на захід від Бухареста, 45 км на південь від Тімішоари.

## Населення
За даними перепису населення 2002 року у селі проживали 2253 особи.
Національний склад населення села:
| Національність | Кількість осіб | Відсоток |
| -------------- | -------------- | -------- |
| румуни         | 1659           | 73,6%    |
| серби          | 169            | 7,5%     |
| угорці         | 153            | 6,8%     |
| болгари        | 145            | 6,4%     |
| цигани         | 81             | 3,6%     |
| українці       | 22             | 1,0%     |
| німці          | 21             | 0,9%     |

Рідною мовою назвали:
| Мова       | Кількість осіб | Відсоток |
| ---------- | -------------- | -------- |
| румунська  | 1732           | 76,9%    |
| сербська   | 152            | 6,7%     |
| угорська   | 132            | 5,9%     |
| болгарська | 122            | 5,4%     |
| циганська  | 78             | 3,5%     |
| українська | 18             | 0,8%     |
| німецька   | 16             | 0,7%     |